# محاري جامور

محاري جامور (الاسم العلمي: Pleurotus djamor) هو نوع من الفطريات يتبع جنس المحاري من فصيلة المحارية.